# Little Red Corvette
«Little Red Corvette» — второй сингл американского музыканта и композитора Принса с пятого студийного альбома 1999, выпущенный 9 февраля 1983 года.
Песня находится на 109 месте списка «500 величайших песен всех времён» по версии журнала Rolling Stone. Кроме того, «Little Red Corvette» входит в составленный Залом славы рок-н-ролла список 500 Songs That Shaped Rock and Roll.
В апреле 2016 года, вскоре после смерти певца, читатели англоязычного веб-сайта журнала Rolling Stone (по результатам проведённого на нём опроса) поставили песню «Little Red Corvette» на 6 место в списке лучших песен Принса.